# Поцілунок на щастя
«Поцілунок на щастя» (англ. Just My Luck, досл. «просто пощастило») — романтична кінокомедія 2006 року з Ліндсі Логан і Крісом Пайном у головних ролях. За сюжетом, головна героїня стає нещасливою після випадкового поцілунку з хлопцем.

## Сюжет
Життя Ешлі Олбрайт та Джейка Гардіна зовсім протилежне: дівчина дуже популярна, їй щастить у всіх справах, натомість Джейка спіткають усюди невдачі. Вони зустрічаються на вечірці, поцілувавшись, герої обмінялися таланом. Джейк здивований тим, що його наймають на роботу, з ним відбувається щось хороше. Тим часом в Ешлі виникає одна проблема за іншою. Щоб розібратися, що з нею коїться дівчина звертається до ворожки. Вона пояснює, що для повернення удачі необхідно поцілувати того самого хлопця з вечірки.
Згодом Джейк допомагає Ешлі. У розмові він ділиться своїми успіхами. Героїня зрозуміла, що він і є хлопець з заходу. Отримавши талан після поцілунку, дівчина стала роздумувати, що її життя було не таким вже й поганим. Організація запланованого концерту McFly йшла негладко. Тоді Ешлі поцілувала Джейка і все налагодилось.
Ешлі вважає, що Джейк корисніше використовував удачу та йде на вокзал. Хлопець наздоганяє її. Вони цілуються і вже не знають в кого талан, а потім цілують племінницю Ешлі Кейт, яка виграє в лотерею.

## У ролях
| Актор            | Роль           |
| ---------------- | -------------- |
| Ліндсі Лоан      | Ешлі Олбрайт   |
| Кріс Пайн        | Джейк Гардін   |
| Саміра Армстронг | Меггі          |
| Брі Тернер       | Дана           |
| Фейзон Лав       | Деймон Філліпс |
| Міссі Пайл       | Пеггі          |
| Макензі Вега     | Кеті           |
| Карлос Понсе     | Антоніо        |
| Това Фелдшу      | Мадам Зед      |
| Жаклін Флемінг   | Тіффані        |
| McFly            | у ролі себе    |
| Дейн Роудс       | Мак            |

## Створення фільму

### Виробництво
Зйомки фільму проходили в Новому Орлеані, Нью-Йорку, Лос-Анджелесі.

### Знімальна група
- Кінорежисер — Дональд Петрі
- Сценаристи — І. Марлін Кінг, Емі Б. Гарріс, Джонатан Бернштейн, Джеймс Грір
- Кінопродюсери — Арнон Мілчан, Арнольд Ріфкін, Дональд Петрі
- Композитор — Тедді Кастеллуччі
- Кінооператор — Дін Семлер
- Кіномонтаж — Дебра Ніл-Фішер
- Художник-постановник — Рей Клуга
- Артдиректори — Денніс Бредфорд, Хінджу Кім
- Художник-декоратор — Чак Поттер
- Художник по костюмах — Гарі Джонс
- Підбір акторів — Майкл Гортон[2].

## Сприйняття

### Критика
Фільм отримав змішані відгуки. На сайті Rotten Tomatoes оцінка стрічки становить 14 % на основі 111 відгуків від критиків (середня оцінка 3,7/10) і 48 % від глядачів із середньою оцінкою 3/5 (353 720 голосів). Фільму зарахований «гнилий помідор» від кінокритиків та «розсипаний попкорн» від глядачів, Internet Movie Database — 5,4/10 (47 825 голосів), Metacritic — 29/100 (26 відгуків критиків) і 6,4/10 (39 відгуків від глядачів).

### Номінації та нагороди
| Нагороди та номінації фільму «Поцілунок на щастя» | Нагороди та номінації фільму «Поцілунок на щастя» | Нагороди та номінації фільму «Поцілунок на щастя» | Нагороди та номінації фільму «Поцілунок на щастя» | Нагороди та номінації фільму «Поцілунок на щастя» | Нагороди та номінації фільму «Поцілунок на щастя» |
| Рік                                               | Кінофестиваль/кінопремія                          | Категорія/нагорода                                | Номінант                                          | Результат                                         |                                                   |
| ------------------------------------------------- | ------------------------------------------------- | ------------------------------------------------- | ------------------------------------------------- | ------------------------------------------------- | ------------------------------------------------- |
| 2006                                              | Nickelodeon Australian Kids' Choice Awards        | Улюблена акторка                                  | Ліндсі Лоан                                       | Номінація                                         |                                                   |
| 2006                                              | Teen Choice Awards                                | Choice Movie: Чік-флік                            | «Поцілунок на щастя»                              | Номінація                                         |                                                   |
| 2006                                              | Teen Choice Awards                                | Choice Movie: Спалах гніву                        | Ліндсі Лоан                                       | Номінація                                         |                                                   |
| 2006                                              | Teen Choice Awards                                | Choice Movie: Комедійна акторка                   | Ліндсі Лоан                                       | Номінація                                         |                                                   |
| 2006                                              | The Stinkers Bad Movie Awards                     | Найбільш дратівливий жіночий акцент               | Това Фелдшу                                       | Номінація                                         |                                                   |
| 2007                                              | «Золота малина»                                   | Найгірша акторка                                  | Ліндсі Лоан                                       | Номінація                                         |                                                   |
| 2010                                              | «Золота малина»                                   | Найгірша акторка десятиліття                      | Ліндсі Лоан                                       | Номінація                                         |                                                   |

## Виноски
1. ↑  Також «Поцілунок на удачу» або «Поцілунок невдахи»